# Manuel García Morente
Manuel García Morente (Arjonilla, Jaén, 22 de abril de 1886 – Madrid, 7 de dezembro de 1942) foi um filósofo e tradutor espanhol.

## Biografia
A primeira formação de Morente é francesa. Cursou o bacharelado no Liceo de Bayona e obteve o diploma de licenciado em Letras na Universidade de Bordéus (1905). Já na Espanha, começa sua docência na Residencia de Estudiantes de la Institución Libre de Enseñanza (1906) e viaja para a Alemanha, com bolsa pela junta de Ampliación de Estudios para aprender a filosofia dos neokantianos de Marburg: Cassirer, Cohen e Natorp.
Em 1912, obtém a cátedra de Ética da Universidade de Madrid. Seu pensamento oscila neste momento entre o kantismo — tese doutoral sobre La estética de Kant (1912); monografia sobre La filosofía de Kant, Una introducción a la filosofía (1917); traduções da Crítica do Juízo (1914), da Crítica da Razão Prática (1918) e da Fundamentação da Metafísica dos Costumes (1921) kantianas— e o bergsonismo —La filosofía de Bergson (1917)—. Durante os anos vinte, incidem sobre sua mente o biologismo histórico de Spengler (traduziu a famosa Decadência do Ocidente do citado filósofo da história alemã), Rickert, Simmel, e a axiologia, graças à incorporação que se fez da obra de Scheler e Hartmann através dla Revista de Occidente. No fim desse decênio, termina as traduções das Investigações Lógicas de Husserl (1929), junto a José Gaos, e da Origem do Conhecimento Moral de Brentano: o método fenomenológico será utilizado mais adiante com singular destreza em sua indagação filosófica.

## Bibliografía
- Enciclopedia Rialp
- MAURICIO DE IRIARTE, El profesor García Morente, sacerdote, Madrid 1956;
- R. GAMBRA, El García Morente que yo conocí, «Nuestro Tiempo» n° 32, fevereiro de 1937, pp. 131-173;
- P. JOBIT, Manuel García Morente, Paris 1963;
- J. ZARAGÜETA, Necrología del académico de número D. Manuel García Morente, Madrid 1943;
- L. AGUIRRE, García Morente, Madrid 1963;
- A. LÓPEZ QUINTÁS, Filosofía española contemporánea, Madrid 1970 (com bibl. completa).
- Lecciones Preliminares de Filosofía, Manuel Garcia Morente - Impreso en México - Diana S. A. 1954